# 柳季齊亞河
柳蒂察河（烏克蘭語：Лютиця），是烏克蘭西北部的河流，屬於斯特里河的左支流。該河發源自扎利斯齊以南，流經沃倫州的盧茨克區，河道全長37公里。